# Epidesma similis
Epidesma similis är en fjärilsart som beskrevs av Rothschild 1912. Epidesma similis ingår i släktet Epidesma och familjen björnspinnare. Inga underarter finns listade i Catalogue of Life.